# Silveriris
Silveriris (Iris pallida) är en irisväxtart som beskrevs av Jean-Baptiste de Lamarck. Enligt Catalogue of Life ingår Silveriris i släktet irisar och familjen irisväxter, men enligt Dyntaxa är tillhörigheten istället släktet irisar och familjen irisväxter. Arten förekommer tillfälligt i Sverige, men reproducerar sig inte.

## Underarter
Arten delas in i följande underarter:
- I. p. cengialti
- I. p. illyrica
- I. p. pallida

## Bildgalleri

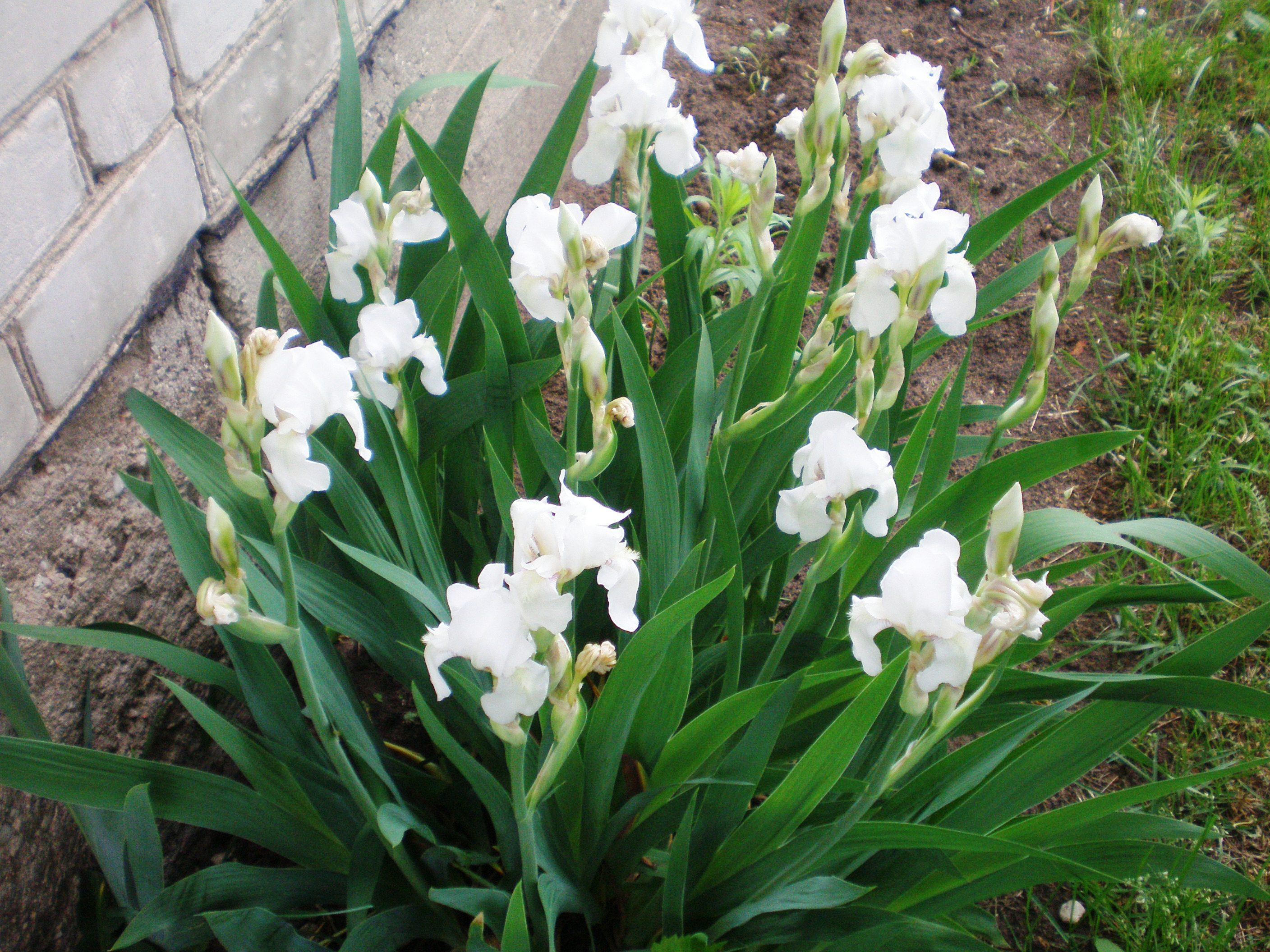
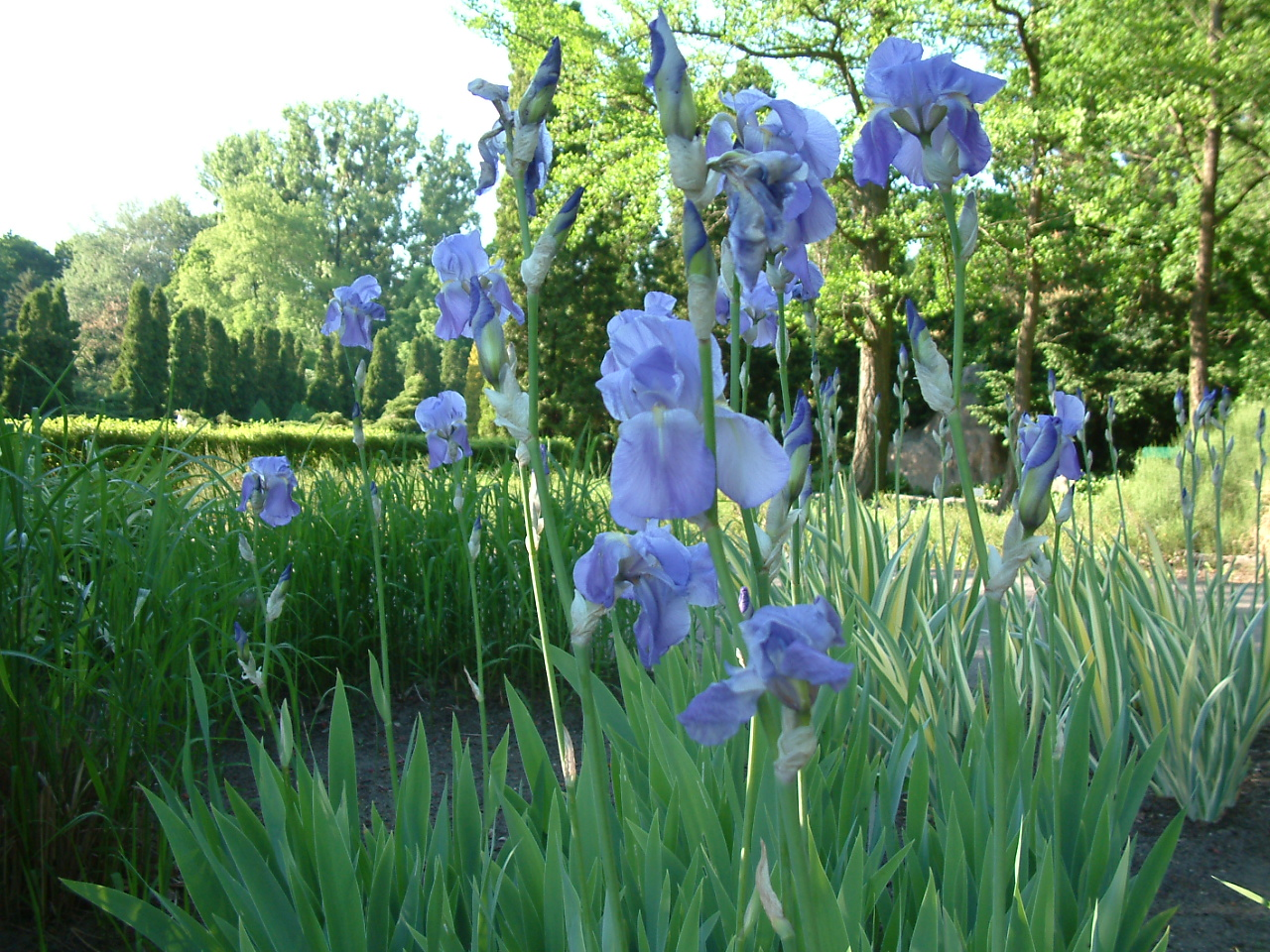
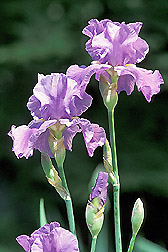
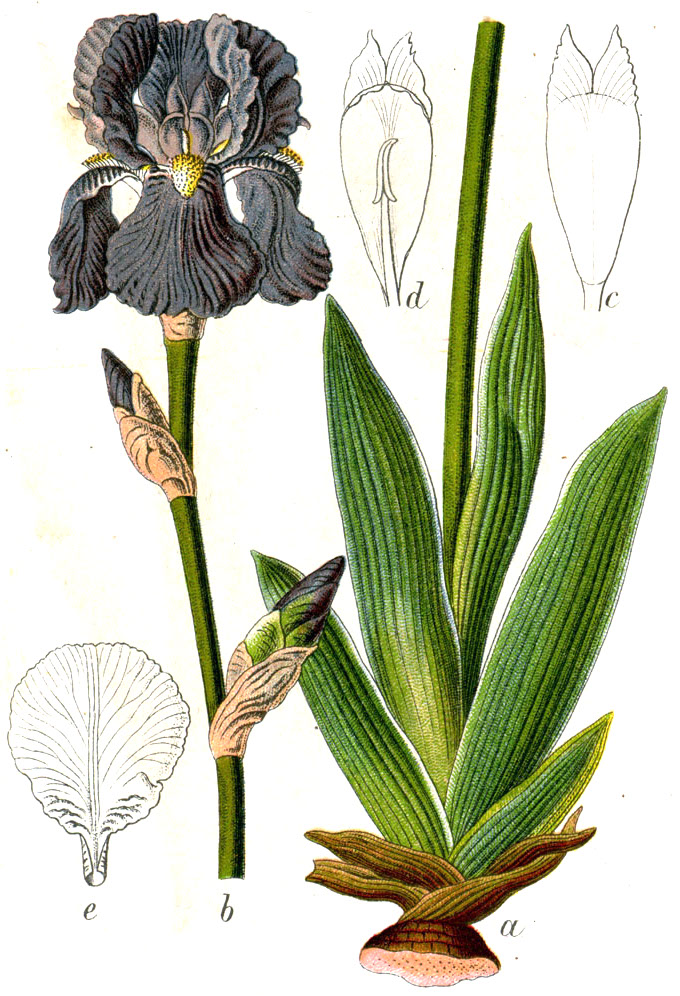
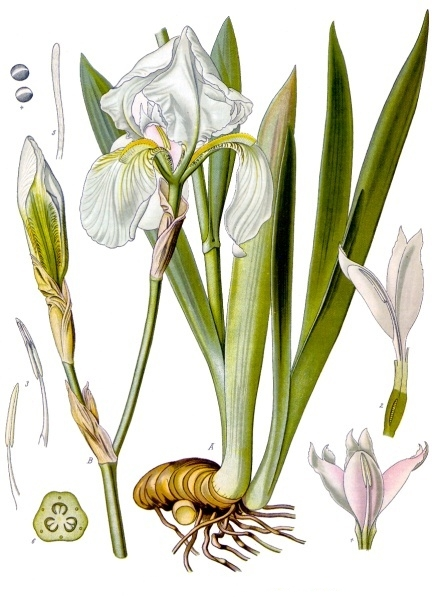
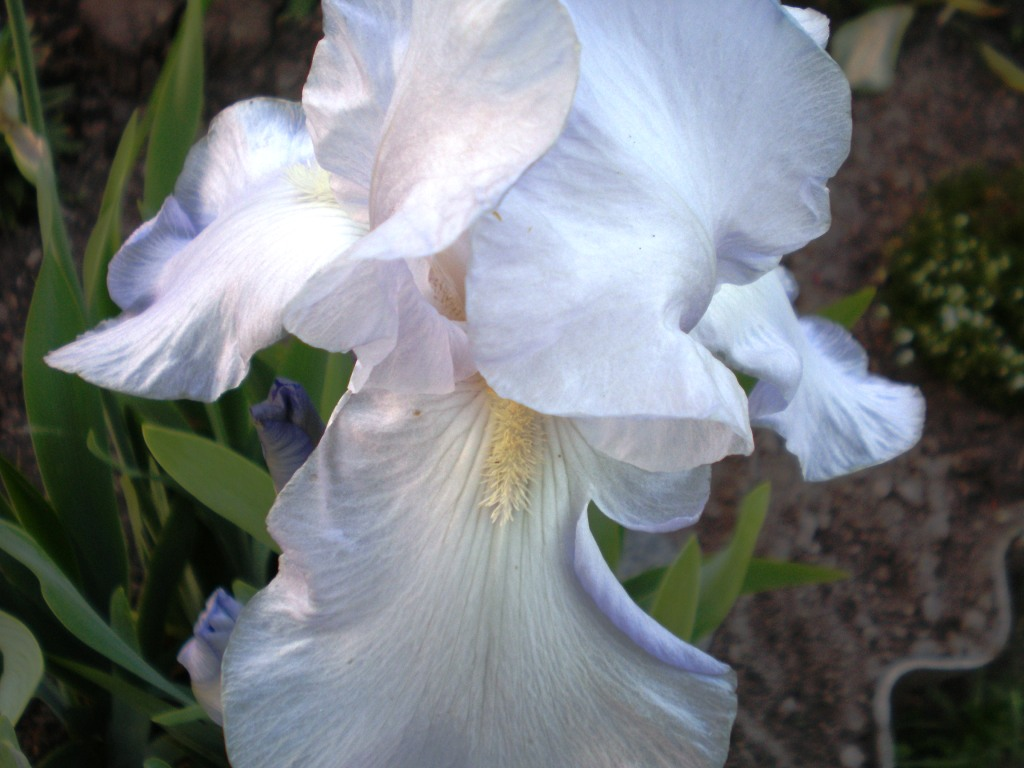